# 易贵
易贵（1419年—？），字天爵，貴州宣慰使司貴竹長官司人，明朝政治人物、同進士出身。

## 生平
雲南鄉試第三名。景泰五年（1454年）甲戌科进士，三甲二名，后官至辰州府知府。

## 著作
著有《诗经直指》十五卷。

## 家庭
易楚誠之子。